# Gonsalwy Garcia
Gonsalwy Garcia (ur. 1556 lub 1562 w okolicach Bombaju, zm. 5 lutego 1597 w Nagasaki) – święty katolicki, franciszkanin, męczennik zaliczany do grona męczenników z Nagasaki, ofiara prześladowań antykatolickich.
Syn Portugalczyka i Hinduski, uczeń kolegium jezuickiego w Indiach. Przez jakiś czas przebywał w Japonii, później wyjechał na Filipiny, gdzie w 1587 wstąpił do zakonu franciszkanów. W maju 1593 jako tłumacz poselstwa hiszpańskiego gubernatora Filipin przybył do Japonii. Aresztowany w czasie prześladowania chrześcijan 8 grudnia 1596, został ukrzyżowany 5 lutego 1597 wraz z 24 innymi chrześcijanami. Gdy wisiał jeszcze żywy na krzyżu, przeszyto go dwiema włóczniami.